# Кримінальний кодекс Литви
Кримінальний кодекс Литовської Республіки від 26 вересня 2000 р. (лит. Lietuvos Respublikos baudžiamasis kodeksas, LR BK) – єдиний кримінальний закон [ Литви], чиє призначення – засобами кримінального права захищати права і свободи людини і громадянина, інтереси суспільства і держави від злочинних діянь (ч. 1 ст. 1 КК Литов. Республіки). Затверджений 26 вересня 2000 р. законом  № VIII-1968; чинний з 1 травня 2003 р. Кодекс набув чинності разом з новими Кримінально-процесуальним кодексом, Кодексом виконання покарань і Кодексом про адміністративні правопорушення. Кодекс складається з Загальної (глави I—XIV) та Спеціальної (глави XV—XLVI) частин і містить понад 330 статей.

## Публікації та література
- Уголовный кодекс Литовской  республики: утвержден законом № VIII-1968 от  26 сентября 2000 г. / Науч. ред. В. Павилонис; пер. с лит. В. П. Казанскене. - СПб.: Юридический центр Пресс, 2002. –  470 с.
- Lietuvos Respublikos baudžiamasis kodeksas: patvirtintas 2000 m. rugsėjo 26 d. įstatymu Nr. VIII-1968, įsigaliojo 2003 m. gegužės 1 dieną:  / Lietuvos Respublikos teisingumo ministerija. – 14-oji pakeist. ir papild. laida. – Vilnius: Registrų centras, 2013. – 360 p.
- Gruodytė E. Reform of Lithuanian Criminal Law: Tendencies and Problems // Baltic Journal of Law & Politics. — 2008. — Т. 1. — P. 18—40.[недоступне посилання з квітня 2019]
- Яцишин М. М., Куренда Л. Д.  Злочин та покарання за Кримінальним кодексом Литовської Республіки  //  Публічне право. – 2012. – № 3. – С. 115–121.